# خبج (ذمار)
خبج هي إحدى قرى الجمهورية اليمنية. تتبع جغرافيا لمحافظة ذمار وإداريا لمديرية ميفعة عنس. يبلغ تعداد سكانها 1874 نسمة حسب الإحصاء الذي أجري عام 2004.